# Les Comédiens (Kabalevski)

Les Comédiens, op. 26, est une suite orchestrale composée de dix pièces et écrite par Dmitri Kabalevski. C'est une de ses œuvres les plus connues et les plus aimées.
En particulier, le « Galop des comédiens » (nº 2) est la pièce la plus célèbre de musique qu'il ait jamais écrite. 

## Histoire
En 1938 ou en 1939, Kabalevski a écrit la musique de scène pour une pièce pour enfants de l'écrivain juif soviétique Mark Daniel, appelée L'inventeur et les comédiens. La pièce a été jouée au Théâtre central pour enfants à Moscou. La pièce mettait en scène l'inventeur allemand Johannes Gutenberg et un groupe de bouffons en déplacement. Mark Daniel est mort jeune l'année suivante.
En 1940, Kabalevski a choisi dix courts numéros tirés de la musique de scène et les a arrangés en une suite de concert.

## Structure
Les dix mouvements sont:
1. Prologue: Allegro vivace
2. Le Galop des comédiens: Presto
3. Marche: Moderato
4. Valse: Moderato
5. Pantomime: Sostenuto e pesante
6. Intermezzo: Allegro scherzando
7. Petite Scène lyrique: Andantino semplice
8. Gavotte: Allegretto
9. Scherzo: Presto assai e molto leggiero
10. Épilogue: Allegro molto e con brio.

La suite Les Comédiens a été fréquemment enregistrée, et est souvent associée sur les enregistrements à la suite Masquerade d'Aram Khatchatourian.